# ترائو ماگونوجو
ترائو ماگونوجو (به ژاپنی: 寺尾 孫之允 Terao Magonojō)؛ ۱ ژانویهٔ ۱۶۱۱ – ۸ نوامبر ۱۶۷۲) بوشی یک شمشیرباز معروف در دوره ادو (قرن هفدهم) ژاپن بود. در دوره ادو (⎘ دوره ادو) (قرن هفدهم) ژاپن یک شمشیرزن مشهور بود.
ماگونوجو برادر بزرگ ترائو موتومونوسوکه، جانشین رهبری مدرسه موساشی بود. ماگونوجو به عنوان شاگرد مورد علاقه میاموتو موساشی شناخته شده است، قبل از مرگ موساشی، ترائو ماگونوجو، نقش جانشینی را بر عهده گرفت که متعاقباً به برادر کوچکترش منتقل شد. موساشی قبل از مرگش، کتاب پنج حلقه را به برادر کوچکتر او سپرد.